# Emomali Rahmon
Emomali Rahmon, né Imamali Charipovitch Rahmonov le 5 octobre 1952, est un homme d'État tadjik, président de la république du Tadjikistan depuis 1992. À cette époque, le pays est en proie à une guerre civile meurtrière. Réélu sans interruption depuis cette date, son régime doit faire face à une situation économique et sociale difficile.

## Biographie
Rahmon est né Imamali Charipovitch Rakhmonov (en russe : Имомали Шарипович Рахмонов), dans une famille de paysans de l'État de Danghara. Il a servi dans les forces armées soviétiques (Armée rouge). En 1982, il est diplômé de l'Université nationale tadjike. Il est, dans l'ordre, élu en 1994, 1999, 2006, 2013 et 2020 à la présidence de la République. Il succède à Rahmon Nabiev, expulsé du pouvoir durant la guerre civile. Akbarcho Iskandrov assure ces fonctions par intérim. 
En décembre 2015, une loi votée par le Parlement du Tadjikistan a donné à Emomali Rahmon le titre de « Fondateur de la paix et de l'unité nationale, chef de la nation ». Une version abrégée du titre, « chef de la Nation » (en tadjik: Peshvoyi Millat, Пешвои Миллат) est fréquemment utilisée. En plus d'accorder à Rahmon une immunité à vie contre les poursuites, la loi lui accordait un certain nombre d'autres privilèges, dont le droit de veto sur toutes les décisions importantes de l'État, la liberté de s'exprimer devant la nation et le parlement sur toutes les questions qu'il jugeait importantes, le privilège de la justice et d'assister à toutes les réunions du gouvernement et aux sessions du parlement. 
Le 22 mai 2016, un référendum national a approuvé un certain nombre de modifications de la constitution du pays. L'un des principaux changements a levé la limite des mandats présidentiels, permettant ainsi à Rahmon de rester au pouvoir aussi longtemps qu'il le souhaite. D'autres changements importants ont interdit les partis politiques confessionnels illégaux, finalisant ainsi le retrait du parti du renouveau islamique hors-la-loi du Tadjikistan et abaissant l'âge minimum d'admissibilité des candidats à la présidence de 35 à 30 ans, permettant ainsi à son fils aîné, Rustam Emomali, né en 1987, de se porter candidat. En janvier 2017, Rustam Emomali est nommé maire de Douchanbé, un poste clé considéré par certains analystes comme la prochaine étape à franchir pour accéder au sommet du gouvernement. 
Selon l'ambassadeur américain au Tadjikistan, le gouvernement de Rahmon est caractérisé par le copinage et la corruption. Rahmon et sa famille contrôlent les principales entreprises du pays, y compris la plus grande banque. 
En novembre 2018, Rahmon a inauguré une centrale hydroélectrique pour résoudre les problèmes énergétiques de son pays.